# Бахрейнско-иранские отношения
Бахрейнско-иранские отношения — двусторонние дипломатические отношения между Бахрейном и Ираном. Исторически Бахрейн на протяжении довольно длительного времени был частью Ирана или зависимым от него государством. Начиная с первых десятилетий XIX века иранское влияние в стране сошло на нет, когда к власти в Бахрейне пришли представители суннитской арабской династии Аль Халифа (при этом сунниты составляли на Бахрейне меньшинство населения), опиравшиеся на помощью со стороны Великобритании в обмен на установление над Бахрейном фактического протектората; с этого времени отношения между странами стали весьма напряжёнными. 
В последние десятилетия[когда?] отношения между Бахрейном и Ираном улучшились, особенно после Исламской революции в Иране в 1979 году и с отказом Ирана от претензий на Бахрейн, однако по причине принадлежности большинства населения Бахрейна к шиизму Иран, как считается, оказывает большое влияние на различные аспекты жизни бахрейнского общества и может иметь отношение ко многим шиитским волнениям, периодически вспыхивающим в Бахрейне.

## История

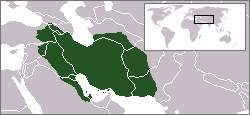
Границы парфянского царства

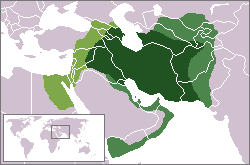
Границы державы Сасанидов

Несмотря на потерю контроля над островами Бахрейна ещё в начале XIX века, персидское (и затем иранское) правительство долгое время не отказывалось от претензий на него: например, в 1922 году (ещё при династии Каджаров) была выпущена почтовая марка, обозначавшая Бахрейн как часть Ирана, в период правления шаха Реза Пехлеви Бахрейн в Иране официально считался частью территории страны, оккупированной Англией, — правительство Пехлеви выражало категорический протест против заключения в 1927 году договора между Великобританией и Королевством Неджда и Хиджаза о признании последним британских прав на Бахрейн, посчитав это нарушением «территориальной целостности» Ирана, и даже обратилось за решением вопроса в Лигу Наций, которая должна была рассмотреть этот вопрос в мае 1928 года, однако в итоге этого так и не произошло.
В начале 1960-х годов, когда англичане предоставили независимость Кувейту и возникла вероятность скорого её предоставления другим их протекторатам в Персидском заливе в иранском САВАКе начали разрабатывать план захвата Бахрейна при подобном варианте развития событий, отправляя в Бахрейн своих агентов под видом туристов, путешественников или бизнесменов; одновременно с этим некоторые иранские политические и военные лидеры посетили с визитами Манаму и говорили о хорошем приёме со стороны шиитского населения. Это на какое-то время укрепило у иранского правительства веру в реальность захвата Бахрейна, однако из-за раскрытия данной деятельности англичанами план остался нереализованным. В 1958 году власти Ирана даже объявили Бахрейн своей 14-й провинцией и предоставили ему 2 места в парламенте.
После получения Бахрейном независимости от Великобритании в 1971 году Иран предъявил этому государству территориальные претензии на стратегически важные острова Большой и Малый Тунб и остров Абу-Муса; территориальный спор был решён в пользу Ирана, однако в обмен Иран был вынужден официально (на уровне правительства) заявить о признании независимости собственно Бахрейна и отказе от претензий на иные его территории, что и было сделано.
В 1979 году в Иране произошла Исламская революция, приведшая к свержению шаха Мохаммеда Резы Пехлеви. Правительство Исламской Республики Иран начало оказывать поддержку радикальным шиитским группам на Бахрейне. Так, в Иране был создан «Исламский фронт освобождания Бахрейна», лидер которого Хади ал-Мударриси в 1979 году в качестве представителя Хомейни вместе с аятоллой Садеком Роухани прибыл в Бахрейн, где около двух месяцев читал проповеди с призывами к присоединению к Ирану. Оба были выдворены из Бахрейна, а Тегеран заявил, что они не выражают официальной позиции Ирана. В 1981 году «Исламский фронт освобождения Бахрейна» совершил попытку государственного переворота в 1981 году, что привело к аресту его руководителей (правда, среди 73 арестованных бахрейнскими властями не было ни одного иранского гражданина); правительство Бахрейна обвинило Иран в финансировании этих организаций. Иран отрицал свою причастность к данному факту, и в итоге бахрейнское посольство в Тегеране было закрыто. Отношения между двумя государствами несколько улучшились в конце Ирано-иракской войны. При этом само по себе правительство Исламской республики Иран никогда не оспаривало прав Бахрейна на суверенитет, если не считать двух газетных публикаций с намёками на такую позицию.
В 1994 и 1996 годах в Бахрейне вновь прошли волнения шиитов, представитель Ирана потребовал от Манамы соблюдать права своих граждан, в ответ бахрейнский посол был отозван в 1996 году из Тегерана. В 1997 году отношения двух стран были вновь возвращены на уровень послов.
В январе 2009 года в Бахрейне прошли крупные шиитские акции протеста, число протестующих доходило до 120 тысяч человек; бахрейнские власти обвиняли Иран в участии в организации этих протестов. Причиной протестов назывался имевший место широкий имущественный разрыв между шиитским большинством населения страны, составляющим порядка 70 %, и суннитским меньшинством, занимающим привилегированное положение.
Во время протестов шиитов в Бахрейне в 2011 году правительство этой страны вновь официально заявило о вмешательстве Ирана во внутренние дела страны и поддержке протестующих; вторжение в страну войск Саудовской Аравии для помощи в подавлении протестов в СМИ открыто называлось реакцией на деятельность в Бахрейне иранских агентов; иранские власти вновь отрицали свою причастность к этим событиям и осуждали разгон протестующих. В том же 2011 году бахрейнские власти пригрозили закрыть иранское посольство в Манаме.
4 января 2016 года Бахрейн, вслед за Саудовской Аравией, разорвал дипломатические отношения с Ираном. Иранским дипломатам было дано 48 часов на то, чтобы покинуть страну. Причиной тому стали акции протеста в Тегеране, которые последовали за казнью в Эр-Рияде известного шиитского проповедника Нимр ан-Нимра.